# Aurah (pevačica)
Anđela Miljković (Markovac), poznatija kao Aurah, srpska je pevačica, kompozitor i tekstopisac.
Kao dete učestvuje u takmičenju Pinkove zvezdice. Išla je u Filološku gimnaziju u Kragujevcu. Studira audio-dizajn. Objavila je svoj prvi album 2023. godine. Radila je na tekstu i muzici pesme Tvoja Nina Anastasije Spasevske.

## Diskografija

### Albumi
- isfolirana (2023)

### Singlovi
- Monotonija (2021)
- Armagedon (2021)
- Love Buddy (2022)
- Devojka sa sela (2024)
- Slavija sa Reljom (2024)